# Eckhard Unger
Eckhard Axel Otto Unger (* 11. April 1885 in Landsberg an der Warthe; † 24. Juli 1966 in Helmstedt) war ein deutscher Altorientalist und Vorderasiatischer Archäologe.

## Leben
Eckhard Unger wurde als Sohn des Juristen Wilhelm III. Unger (1849–1910) und dessen Frau Helene, geb. v. Sassen (1851–1935) geboren. Er war Urenkel des Herzoglich mecklenburg-strelitzschen Hofmalers Wilhelm I. Unger (1775–1855) und direkter Nachkomme der weitverzweigten Malerfamilie Tischbein aus Haina in der Landgrafschaft Hessen-Kassel.
Unger besuchte humanistische Gymnasien in Berlin (Luisengymnasium), städtisches Gymnasium Prenzlau und Leipzig und bestand 1904 das Abitur an der Thomasschule in Leipzig. Von 1904 bis 1911 studierte er Klassische Archäologie, Assyriologie, Ethnologie und Kunstgeschichte in Leipzig und hörte Vorlesungen bei Max Heinze, Otto Immisch, Karl Lamprecht, Joseph Partsch, Gerhard Seeliger, August Schmarsow, Theodor Schreiber, Georg Steindorff, Franz Studniczka, Wilhelm Wachsmuth, Franz Weißbach, Karl Weule, Ulrich Wilcken, Wilhelm Wundt und Heinrich Zimmern. 1911 wurde er zum Dr. phil. promoviert. Von 1911 bis 1918 wirkte Unger als Kustos der altorientalischen Abteilung des Archäologischen Museums Istanbul und lehrte 1915 bis 1918 an der Universität Dârülfünûn in Istanbul. Unger gilt als einer der ersten Vorderasiatischen Archäologen.
1919 bis 1923 war er Hilfsarbeiter im Auswärtigen Amt. 1923 war er Mitgründer der Altorientalischen Gesellschaft auf Hiddensee, habilitierte sich 1924 in Berlin für Vorderasiatische Archäologie und wurde 1930 zum außerordentlichen Professor ernannt. 1924 bis 1925 und 1932 bis 1935 leitete er die altorientalische Abteilung des Museums in Istanbul.
Unger wurde am 1. Januar 1932 Mitglied der NSDAP. 1937 wurde er beamteter Professor an der Universität Berlin als Nachfolger von Ernst Herzfeld. Unger hatte diese Professur bis 1945 inne. 1937 verfasste er die Schrift Das antike Hakenkreuz als Wirbelsturm. Welt und Mensch im Alten Orient. 1943 heiratete er in zweiter Ehe Irmgard Brückner (1886–1978), Tochter eines alteingesessenen Akademikergeschlechts aus Neubrandenburg.
Gemeinsam beteiligte sich das Paar am Wiederaufbau der kriegszerstörten Stadt in Mecklenburg und erwarb sich in den späten 1940ern bleibende Verdienste um die Wiedereinrichtung des Heimatmuseums in Neubrandenburg. Nach seiner Emeritierung lehrte Unger weiterhin mit Lehraufträgen an den Universitäten in Greifswald und Rostock und nahm seinen Alterssitz in Neubrandenburg. Im Alter betrieb er Siegelbildforschung und befasste sich mit Themen südostmecklenburgischer Geschichte und der eigenen Familienforschung. 1953 betreute er Ausgrabungen in der Neubrandenburger St. Marienkirche. Unger verstarb während einer Vortragsreise in die BRD (in Helmstedt?) und fand auf dem neuen Friedhof Neustrelitz seine letzte Ruhe, wo sein Grab bis heute erhalten ist. Teile von Ungers Nachlass gingen ins Familienarchiv Brückner (Neubrandenburg) ein, das nach langer Odyssee ab 2003 in Resten ins Regionalmuseum Neubrandenburg gelangt ist.
Ungers Verdienste liegen in der teilweisen Neubeurteilung der neuassyrischen Kunst. Beispielsweise legte er ein neues Konzept zur Rekonstruktion des Tores von Balawat vor. Er war auch der erste Forscher, der zum Weißen Obelisken forschte. Zudem veröffentlichte er die Reliefs Tiglatpilesers III. 1916 identifizierte und beschrieb er als Kurator des Archäologischen Museums Istanbul ein in der Sammlung des Museums befindliches Fundstück als Maßstab. Diese aus dem 3. Jahrtausend v. Chr. stammende Nippur-Elle gilt heute als Urmaß der vormetrischen Längenmaße.

## Schriften
- Zum Bronzetor von Balawat. Beiträge zur Erklärung und Deutung der assyrischen Inschriften und Reliefs Salmanassars III. Eduard Pfeiffer, Leipzig 1913. (= Dissertation).
- Zwei babylonische Antiken aus Nippur. Konstantinopel 1916. (Publikationen der Kaiserlich Osmanischen Museen, 1)
- Die Wiederherstellung des Bronzetores von Balawat. In: Mitteilungen des Deutschen Archäologischen Instituts. Athenische Abteilung 45, 1920, S. 1–105.
- Sumerische und akkadische Kunst. Hirt, Breslau 1926.
- Assyrische und Babylonische Kunst. Ferd. Hirt, Breslau 1927.
- Das Stadtbild von Assur. Hinrichs, Leipzig 1929. (Der alte Orient, 27,3)
- Babylon. Die heilige Stadt nach der Beschreibung der Babylonier. Berlin 1931
  - Photomechanischer Nachdr. der Ausg. von 1931, erw. um eine Vorbemerkung von Rykle Borger. De Gruyter, Berlin 1970.
- Das antike Hakenkreuz als Wirbelsturm. Welt und Mensch im Alten Orient. Witting, Berlin 1937.